# Jacques Grattarola
Jacques Grattarola, né le 16 février 1930 au Cannet et mort le 6 janvier 2023 à Mougins,, est un footballeur français. Il évoluait au poste d'attaquant.

## Carrière
Jacques commence sa carrière en jouant pour l'Association sportive de Cannes football, qui porte à l'époque le nom de l'AS Cannes - Grasse jusqu'en 1951-1952. Il y joue de 1948 à 1952, puis de 1955 à 1960.
Vainqueur de la petite finale (3eme place) de la Coupe du monde de football militaire en 1951 en Egypte, lors de son Service militaire au Bataillon de Joinville.
Ensuite, il joue à l'AS Saint-Étienne. Il prend sa retraite le 1er juillet 1960 alors qu'il joue à Cannes.
En tout, il dispute 49 matchs en Division 1 et 193 matchs en Division 2.
Il est le seul joueur ayant été formé à l'AS Cannes à avoir remporté le Concours du jeune footballeur en 1948 ex æquo avec Charles Ducasse.